# Eustachius von Schlieben
Eustachius von Schlieben (* um 1490; † 22. März 1568) war kurfürstlicher Rat in Brandenburg und Herr von Zossen und Vetschau.

## Leben

### Herkunft und Studium
Eustachius stammte aus einem sächsischen Zweig der Familie von Schlieben, die auch in der Oberlausitz begütert war. Sein Vater war möglicherweise Georg von Schlieben.
Eustachius immatrikulierte sich 1508 an der Universität Wittenberg und 1510 in Frankfurt. Von 1520 bis 1523 studierte er Rechtswissenschaft an der Universität Bologna.

### Kurfürstlicher Rat
Eustachius von Schlieben wurde 1529 erstmals als Rat am kurfürstlichen Hof von Brandenburg erwähnt.
1534 vermittelte er im Rechtsstreit um Hans Kohlhase zwischen dem sächsischen und dem brandenburgischen Kurfürsten.
Nach dem Regierungsantritt von Kurfürst Joachim II. 1535 gehörte er zusammen mit Adam von Trott, Lampert Distelmeyer und Matthias von Saldern zu den engsten Vertrauten des Kurfürsten. Im selben Jahr reiste er nach Krakau, um die Ehe Joachims mit der polnischen Königstochter Hedwig vorzubereiten. 1536 wurde er mit der Herrschaft Zossen auf Lebenszeit belehnt. Eustachius führte für Joachim zahlreiche Auseinandersetzungen mit den brandenburgischen Ständen, die sich wiederholt über den „ausländischen Rat“ beschwerten.
Er unterstützte den Kurfürsten bei der Einführung der Reformation in Brandenburg. 1537 erhielt er die Verwaltung der Güter des Kartäuserklosters Frankfurt (Oder), da er Erbvogt der dortigen Universität war.
Eustachius von Schlieben unterstützte Joachim auch in außenpolitischen Angelegenheiten. 1541 reisten beide zum Reichstag nach Regensburg. 1546 war von Schlieben an Martin Luthers Sterbebett anwesend.
1548 und 1555 reiste Eustachius von Schlieben mit den Kurfürsten zu den Reichstagen nach Augsburg. Für das Jahr 1565 wurde er bei den Possen des Hans Clauert durch Bartholomäus Krüger erwähnt.
Eustachius von Schlieben galt seinen Zeitgenossen als redegewandt und politisch geschickt. Er wurde als „deutscher Cicero“ bezeichnet. Im Laufe seines Lebens trug er einen erheblichen Besitz zusammen und trat auch als Geldgeber der Kurfürsten in Erscheinung.
Sein Sohn und Erbe war Hans von Schlieben.

## Besitzungen

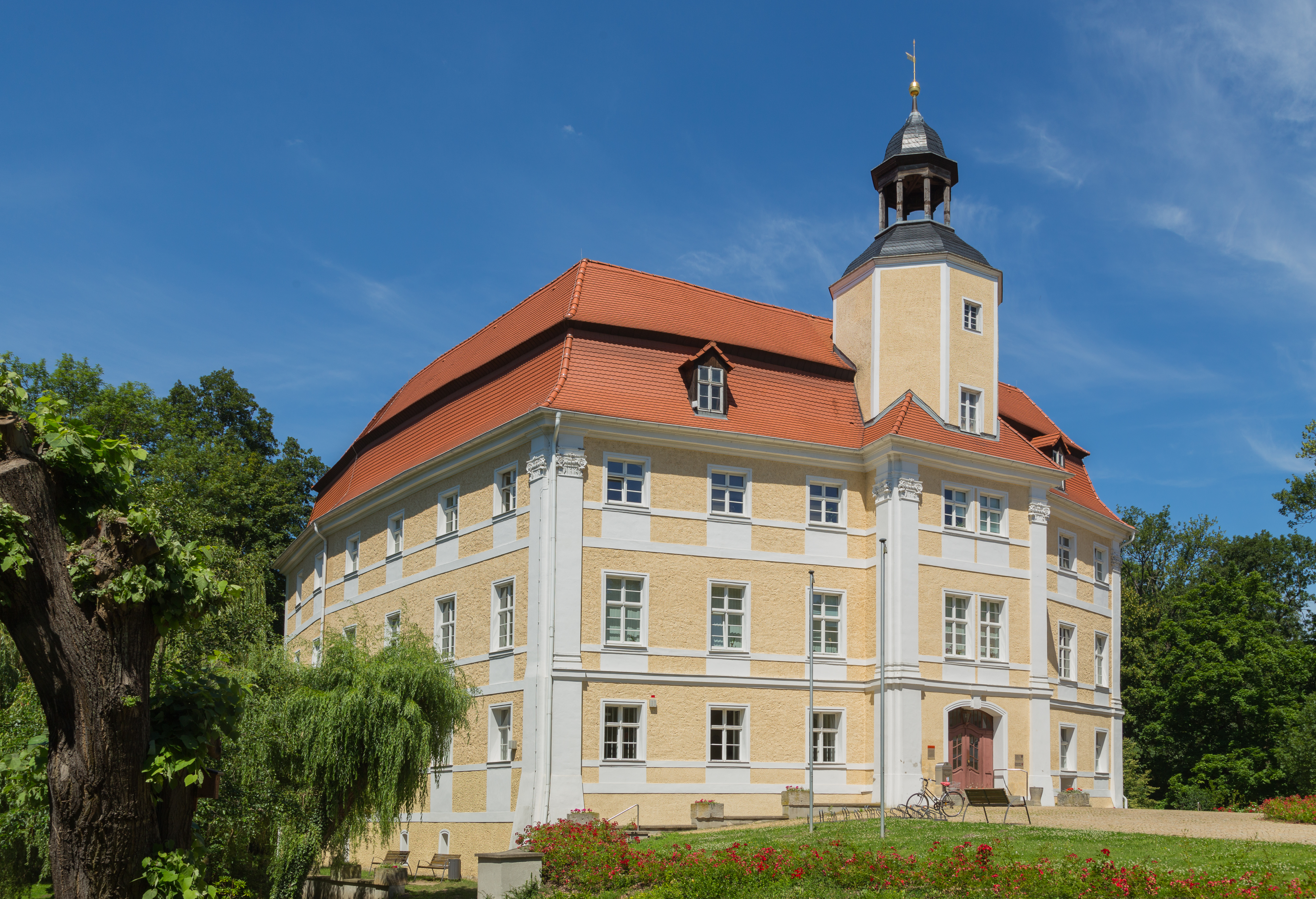
Schloss Vetschau

- 1525 Markendorf im Bistum Lebus, 1537 wieder verkauft[5]
- 1536 Herrschaft und Amt Zossen und Trebbin
- 1537 Rittergut Seese in der Niederlausitz[6]
- 1538 Herrschaft und Stadt Vetschau in der Niederlausitz, wo er 1540 das Schloss neu erbauen ließ und 1548 Wappen und Marktrecht erwarb.[7][8] Das Vetschauer Stadtwappen mit dem gespaltenen Schild ging aus dem Allianzwappen mit seiner zweiten Ehefrau Katharina von Schapelow hervor. 1555 wurde ein Hauskauf erwähnt.[9]
- 1541 den von der Krone Böhmens zu Lehn gehenden Anteil von Bischdorf

## Weitere Personen mit dem Namen
Eustachius von Schlieben war nicht identisch mit einem Eustachius von Schlieben, Sohn von Andreas von Schlieben, Hofmarschall von Kaiser Karl V., und Anna von Schlieben. und Bruder von Adam von Schlieben.